# Вулиця Василя Доманицького
Ву́лиця Василя́ Домани́цького — вулиця у Святошинському районі міста Києва, житловий масив Микільська Борщагівка. Пролягає від вулиці Володимира Покотила до вулиці Івана Дзюби. На початку вулиці, на її парному боці, розташований парк імені генерала Потапова.

## Історія
Вулиця запроєктована в 60-х роках XX століття. Забудова вулиці тривала в 1967–1968 році; серед житлових будинків багато хрущовок, є дев'ятиповерхові «готельки».
З 1967 до 2022 року вулиця називалася на честь генерала Михайла Потапова. 8 грудня 2022 року Київська міська рада перейменувала її на честь Василя Доманицького — українського літературознавця, письменника, історика, фольклориста, публіциста, громадсько-політичного діяча.
На будинку № 1/5 встановлено гранітну анотаційну дошку на честь генерал-майора танкових військ М. І. Потапова, командувача 5-ї армії Південно-Західного фронту, війська якої захищали Київ у перші місяці німецько-радянської війни в 1941 році.

## Установи та заклади
- Середня загальноосвітня школа № 13 (буд. № 3).
- Спеціалізована школа № 197 ім. Д. Луценка з поглибленим вивченням англійської мови. При школі відкрито Музей поета Дмитра Луценка[4] (буд. № 12).

## Зображення

Анотаційна дошка в Києві
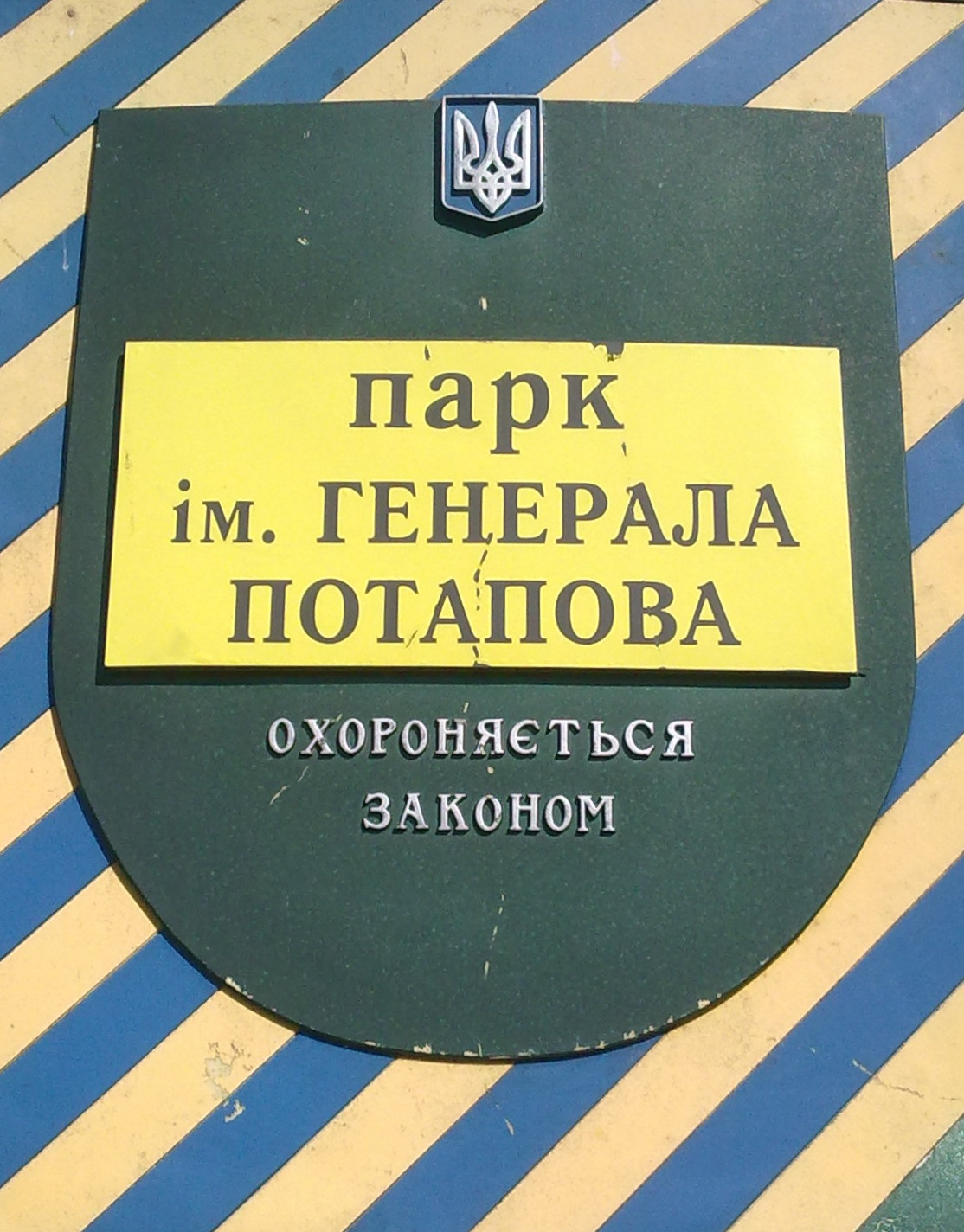
Охоронна дошка парку ім. генерала Потапова
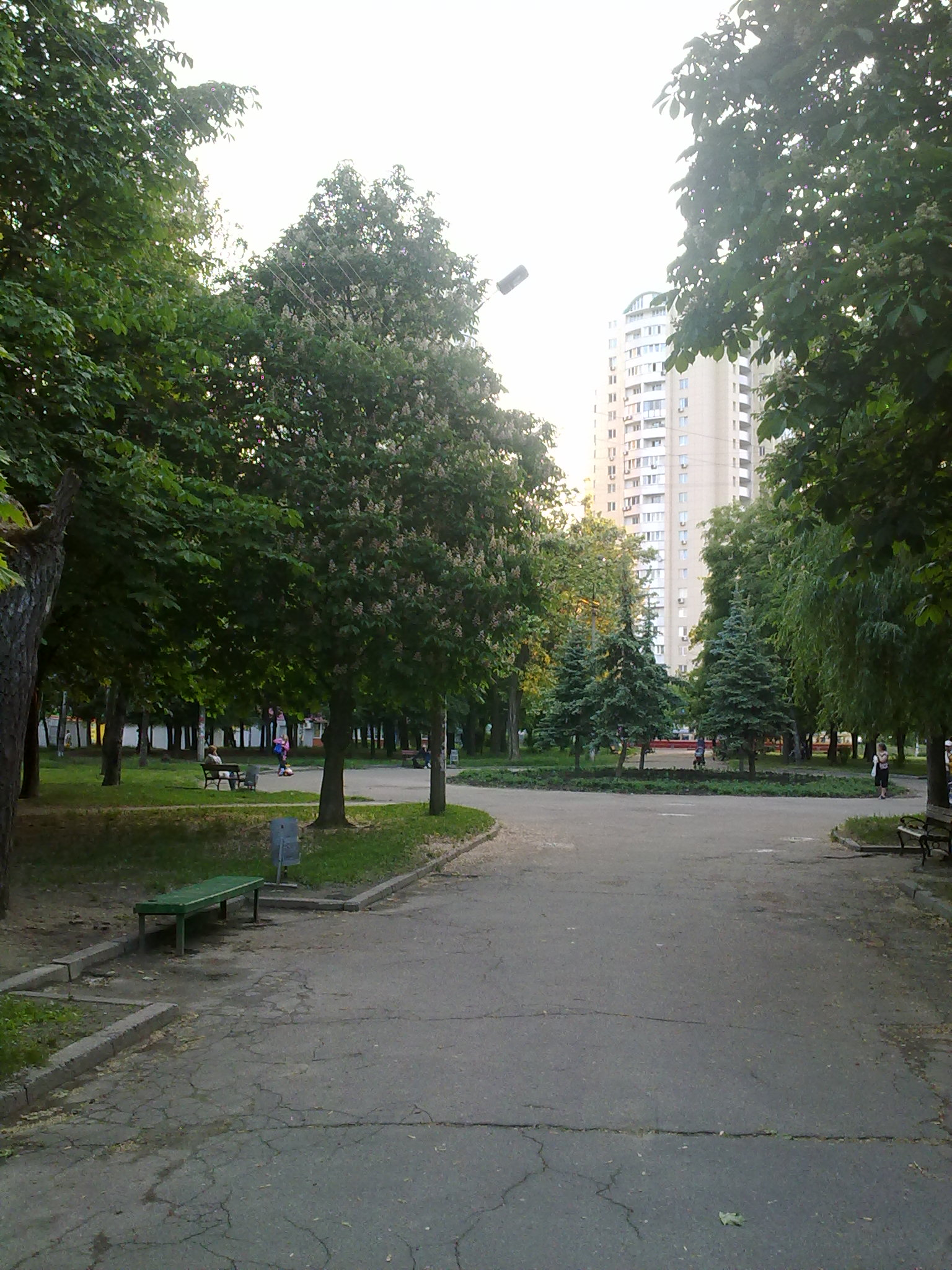
Центральна алея парку ім. генерала Потапова